# La Foi (Pollaiuolo)
La Foi est une peinture allégorique réalisée a tempera grasse sur panneau par Piero Pollaiuolo en 1470, aujourd'hui conservée à la Galerie des Offices à Florence. La Foi est représentée par une femme tenant une croix et un calice.

## Histoire
Le Tribunale della Mercanzia de Florence (l'organisme supervisant toutes les guildes de la ville) a commandé à l'artiste sept œuvres représentant les vertus catholiques dans un contrat daté du 18 août 1469. Elles étaient destinées à décorer les dossiers des sièges de sa salle d'audience sur la piazza della Signoria. La Charité fut la première à être livrée en décembre 1469.
La commande fut temporairement transférée au jeune Botticelli, probablement après un retard de Pollaiuolo. Botticelli a produit La Force avant les protestations bruyantes de Pollaiuolo et de son frère Antonio qui ont déclaré qu'un deuxième contrat le rendait à Piero et que son atelier produisait les six œuvres restantes de la série.
Après le transfert de la magistrature aux Offices, les peintures furent exposées dans la galerie à partir de 1717, après la suppression du Tribunale. Au XIXe siècle, les œuvres étaient dans un si mauvais état de conservation que seule La Prudence était exposée. La Foi a été restaurée en 1999, révélant les techniques du peintre, comme la peinture directement sur le panneau sans préparation sur toile et plâtre, exploitant ainsi la couleur sombre du panneau pour les parties sombres du modelé.

## Articles liés
- L'Espérance
- La Charité
- La Tempérance
- La Justice
- La Prudence
- La Force (Botticelli)

## Source de traduction
- (en) Cet article est partiellement ou en totalité issu de l’article de Wikipédia en anglais intitulé « Faith (Pollaiuolo) » (voir la liste des auteurs).